# Alfred Junge
August Alfred Junge (* 29. Januar 1886 in Görlitz; † 21. Juli 1964 in Bad Kissingen) war ein deutscher Filmarchitekt mit herausragender Karriere beim britischen Film.

## Leben

### Die Anfänge in Deutschland
Junge hatte 18-jährig als Schauspieler am Stadttheater seiner Heimatstadt Görlitz begonnen und spielte in der Folgezeit an Provinzbühnen (so zum Beispiel in Oberschlesien, wo er rund um das Jahr 1908 sein Domizil in Beuthen aufgeschlagen hatte). Nach Kunststudien in Italien kam Junge nach Berlin, wo er als Bühnenbildner an der dortigen Staatsoper und am Staatstheater arbeitete. 1920 stieß er zum Film. Dort assistierte Junge zunächst dem erfahrenen Architekten-Kollegen Paul Leni, ab 1923 zeichnete er als Chefarchitekt selbst verantwortlich. 
Ein früher Förderer Alfred Junges wurde der Regisseur E. A. Dupont, für den der Görlitzer unter anderem die Bauten zu dessen berühmtestem Film Variété entwarf. Daneben war er vor allem für die Regisseure Hans Steinhoff und Erich Waschneck aktiv. Dupont und Junge gingen Ende 1927 nach England, um zwei Filme (Moulin Rouge und Nachtwelt) umzusetzen. Im Anschluss daran kehrten beide wieder nach Berlin zurück. Zwei weitere England-Engagements brachte das Team 1930 erneut auf die Britischen Inseln. Die dort entstandenen Kontakte führten 1932 zu Junges Entschluss, sich in London niederzulassen. Junge wurde am 22. Oktober 1946 eingebürgert.

### Die Erfolge in England
Er fand sofort Anschluss an die britische Filmindustrie und arbeitete zunächst für die Firma Gaumont. Neben zahlreichen schwächeren Filmen designte Junge auch mehrmals die Kulissen für Alfred Hitchcock (dessen Nebenwerk Waltzes from Vienna und die frühen Thriller Der Mann, der zuviel wußte und Jung und unschuldig). Mit dem betulichen Abenteuerstoff King Solomon’s Mines, der vorlagegerechten Adaption von A. J. Cronins sozialkritischem Roman Die Zitadelle und der vielbeachteten, gefeierten Lehrer-Biographie Auf Wiedersehen, Mr. Chips arbeitete sich Junge an die Spitze britischer Filmarchitekten. 
1942 begann eine überaus erfolgreiche Kooperation mit dem Regie- und Produktions-Duo Michael Powell (mit dem er bereits im Jahrzehnt zuvor erstmals zusammengearbeitet hatte) und Emeric Pressburger, für das Alfred Junge in den kommenden vier Jahren einige der vorzüglichsten Farbfilm-Großproduktionen dieses Jahrzehnts ausstattete. Vor allem seine Dekorationen zu dem romantischen Fantasy-Märchen Irrtum im Jenseits – besonders erwähnenswert: die Himmel-Sequenzen, die Junge mit seinem Landsmann Hein Heckroth entwarf – und das im Himalaya-Gebirge in Nordindien angesiedelte Nonnen- und Schuldrama Schwarze Narzisse, für die er mit einem Oscar ausgezeichnet wurde, gehörten zu den Spitzenleistungen britischer Filmarchitektur der 1940er Jahre.
Nach der Auszeichnung mit dem Akademiepreis benannte die amerikanische Filmgesellschaft MGM Junge zum Leiter der Design-Abteilung ihrer britischen Dependance. In dieser Eigenschaft überwachte er in den kommenden Jahren alle in Großbritannien gedrehten MGM-Produktionen in Bezug auf ihre künstlerische Gestaltung. Seine besten Spätwerke als Szenenbildner umfassten vor allem historische Stoffe, allen voran die beiden prunkvollen Ritterfilme Ivanhoe und Die Ritter der Tafelrunde mit Robert Taylor in der jeweiligen Hauptrolle. Nach dem kommerziellen Misserfolg des als Comeback von David O. Selznick konzipierten, überaus kostspieligen und ambitionierten Hemingway-Remakes In einem anderen Land zog sich Junge 1957 im Alter von 71 Jahren aus dem Filmgeschäft zurück.

## Filmografie
| - 1922: Der falsche Dimitry - 1923: Die grüne Manuela - 1923: Das alte Gesetz - 1923: Inge Larsen - 1924: Der Mann um Mitternacht - 1924: Die Kleine aus der Konfektion - 1924: Mensch gegen Mensch - 1925: Athleten - 1925: Sündenbabel - 1925: Die vertauschte Braut - 1925: Ein Lebenskünstler - 1925: Der Kampf gegen Berlin - 1926: Spitzen - 1926: Liebeshandel - 1927: Brennende Grenze - 1927: Da hält die Welt den Atem an - 1927: Die Tragödie eines Verlorenen - 1927: Mata Hari - 1927: Regine, die Tragödie einer Frau - 1928: Moulin Rouge - 1928: Piccadilly – Nachtwelt (Piccadilly) - 1928: Die Carmen von St. Pauli - 1929: Der Günstling von Schönbrunn - 1929: Die Drei um Edith - 1929: Ich lebe für Dich - 1930: Zwei Welten (Two Worlds) - 1930: Menschen im Käfig - 1931: Ariane - 1931: Salto Mortale - 1931: Marius - 1931: Die Nächte von Port Said - 1932: Teilnehmer antwortet nicht - 1932: Acht Mädels im Boot - 1932: After the Ball - 1932: The Midshipmaid - 1932: The Good Companions - 1933: Sleeping Car - 1933: Ich war Spion (I Was a Spy) - 1933: Waltz Time - 1933: The Ghoul - 1933: Jack Ahoy - 1933: The Constant Nymph - 1933: Waltzes from Vienna - 1933: Sensation in London (Evergreen) | - 1934: Wild Boy - 1934: Evensong - 1934: Der Mann, der zuviel wußte - 1934: Little Friend - 1934: Road House - 1934: Jud Süß - 1934: The Iron Duke - 1935: Bulldog Jack - 1935: The Clairvoyant - 1935: Car of Dreams - 1936: His Lordship - 1937: King Solomon’s Mines - 1937: Jung und unschuldig (Young and Innocent) - 1938: Die Zitadelle (The Citadel) - 1938: Climbing High - 1939: Auf Wiedersehen, Mr. Chips (Goodbye, Mr. Chips) - 1940: Contraband - 1940: Busman’s Honeymoon - 1941: He Found a Star - 1943: The Silver Fleet - 1943: Leben und Sterben des Colonel Blimp (The Life and Death of Colonel Blimp) - 1943: The Volunteer - 1944: A Canterbury Tale - 1945: Ich weiß, wohin ich gehe (I Know Where I’m Going!) - 1946: Irrtum im Jenseits (A Matter of Life and Death) - 1947: Schwarze Narzisse (Die schwarze Narzisse) - 1949: Edward, mein Sohn (Edward My Son) - 1949: Verschwörer (Conspirator) - 1950: Ihr Geheimnis (The Miniver Story) - 1951: Calling Bulldog Drummond - 1952: Ivanhoe – Der schwarze Ritter (Ivanhoe) - 1953: Time Bomb - 1953: Es begann in Moskau (Never Let Me Go) - 1953: Mogambo - 1953: Flammende Sinne (The Flame and the Flesh) - 1953: Die Ritter der Tafelrunde (Knights of the Round Table) - 1954: Verraten (Betrayed) - 1954: Beau Brummell - 1955: Liebe, Tod und Teufel (The Adventures of Quentin Durward) - 1956: Einladung zum Tanz (Invitation to the Dance) - 1957: The Barretts of Wimpole Street - 1957: In einem anderen Land |